# 七島群島
七島群島（しちとうぐんとう、シュー群島（シューぐんとう）、セブン・アイランド、ノルウェー語: Sjuøyane, 英語: Seven Islands）は、ノルウェー領スヴァールバル諸島の北部を構成する無人の群島である。

## 主な島
- フィップス島 - 七島群島最大の島。
- パリー島
- マルテンス島
- ネルソン島
- ロス島 - ノルウェー最北端の島。
- ウォルデン島
- タブレ島
- ベスレタブレ島